# Linda Preiss Rothschild
Pour les articles homonymes, voir Rothschild.
Linda Preiss Rothschild (née le 28 février 1945) est une mathématicienne américaine, professeure émérite de mathématiques à l'université de Californie à San Diego. Sa thèse de doctorat porte sur les groupes de Lie mais par la suite elle étend ses intérêts à la factorisation des polynômes, aux équations aux dérivées partielles, à l'analyse harmonique et aux fonctions de plusieurs variables complexes.

## Formation et carrière
Rothschild est la fille de marchands de fourrure de Philadelphie. Elle ne peut entrer dans la meilleure école de la ville parce qu'à l'époque elle était réservée aux garçons. Elle est diplômée de l'université de Pennsylvanie en 1966. Rejetée des études supérieures à l'université de Princeton qui n'est pas ouverte aux femmes, elle soutient son doctorat en 1970 au Massachusetts Institute of Technology, sous la direction d'Isadore Singer, avec une thèse intitulée On the adjoint action of a real semisimple Lie group. Elle occupe des postes temporaires au MIT (de 1970 à 1972), à l'université Tufts, à l'université Columbia (1972-1974), à l'Institute for Advanced Study (1974-1975, 1978 et 1981-1982) et à l'université de Princeton (1975-1976) avant de décrocher un poste de professeure associée à l'université du Wisconsin à Madison en 1976. Elle s'installe à l'université de Californie à San Diego en 1983, et à la retraite en 2011.
Rothschild est présidente de l'Association for Women in Mathematics de 1983 à 1985 et vice-présidente de l'American Mathematical Society de 1985 à 1987. Elle est corédactrice en chef de la revue Mathematical Research Letters depuis 1994.
Son mari, Mohammed Salah Baouendi, est aussi un éminent professeur de mathématiques à l'université de Californie de San Diego ; il meurt en 2011.

## Prix et distinctions
Rothschild reçoit une Bourse Sloan en 1976.
En 1997, Rothschild donne la conférence Noether de l'Association pour les femmes en mathématiques, sur le thème How do Real Manifolds live in Complex Space?, et elle est conférencière invitée au Congrès international des mathématiciens à Madrid en 2006, avec une conférence intitulée Iterated Segre maps of real submanifolds in complex space and applications. Elle est élue fellow de l'Académie américaine des arts et des sciences en 2005, et en 2012, elle devient l'un des premiers fellows de l'American Mathematical Society. Une conférence en son honneur est organisée en 2008 à l'université de Fribourg en Suisse.
Elle et son mari reçoivent conjointement le prix Stefan-Bergman de l'American Mathematical Society en 2003,.

## Publications choisies
- avec Mohammed Salah Baouendi et Peter Ebenfelt, Real submanifolds in complex space and their mappings, vol. 47, Princeton, NJ, Princeton University Press, coll. « Princeton Math. Ser. », 1999, xii+404 p. (ISBN 0691004986, MR 1668103).
- avec Mohammed Salah Baouendi et Peter Ebenfelt, « Local geometric properties of real submanifolds in complex space », Bulletin of the American Mathematical Society, vol. 37, no 3,‎ 2000 (lire en ligne).
- avec M. Salah Baouendi et Richard Beals (éd.), Microlocal analysis : Proceedings of the American Mathematical Society summer research conference held at the University of Colorado, Boulder, Colo., July 10–16, 1983, vol. 27, Providence, RI, American Mathematical Society, coll. « Contemporary Mathematics », 1984, vii+252 p. (ISBN 0-8218-5031-8, MR 0741035).